# 水戸市立第二中学校
水戸市立第二中学校（みとしりつだいにちゅうがっこう）は、茨城県水戸市三の丸にある公立中学校。

## 概要
周辺には彰考館や弘道館などがある歴史的な場所にある。グランドからは那珂川や阿武隈高地が見えるという特徴がある。

## 沿革
（学校沿革より）
- 1947年（昭和22年）5月1日 - 水戸市立三の丸中学校および水戸市立五軒中学校が設立
- 1949年（昭和24年）
  - 5月1日 - 水戸市立第二中学校として現在地に開校
  - 5月31日 - 校章制定
- 1950年（昭和25年）11月3日 - 優良施設校として文部大臣表彰
- 1951年（昭和26年）11月22日 - 校舎竣工記念式典挙行する。創立記念日および校歌を制定
- 1957年（昭和32年）4月1日 - 水戸市立柳河中学校を統合する
- 1961年（昭和36年）4月22日 - 校訓制定「若くあれ気高かれ望みあれ」
- 1964年（昭和39年）8月15日 - 大同窓会（清流会）第1回創立総会
- 1991年（平成3年）4月1日 - 水戸市立千波中学校を分離
- 1998年（平成10年）
  - 6月5日 - 大手橋清掃により環境庁長官から「環境美化功労賞」を受賞する
  - 8月5日 - 水戸市天然記念物の指定「水戸城址の大シイ」

## 部活動
2023年5月現在、野球部、サッカー部、男女バスケットボール部、男女ソフトテニス部、男女卓球部、女子バレー部、体操部、剣道部、弓道部、吹奏楽部、美術部がある。そして、総体期間には、特設で陸上部、水泳部の募集もある。吹奏楽部は、東日本学校吹奏楽大会に4回出場し、2016年（平成28年）には金賞を受賞している。